# Stadtkirche Tessin

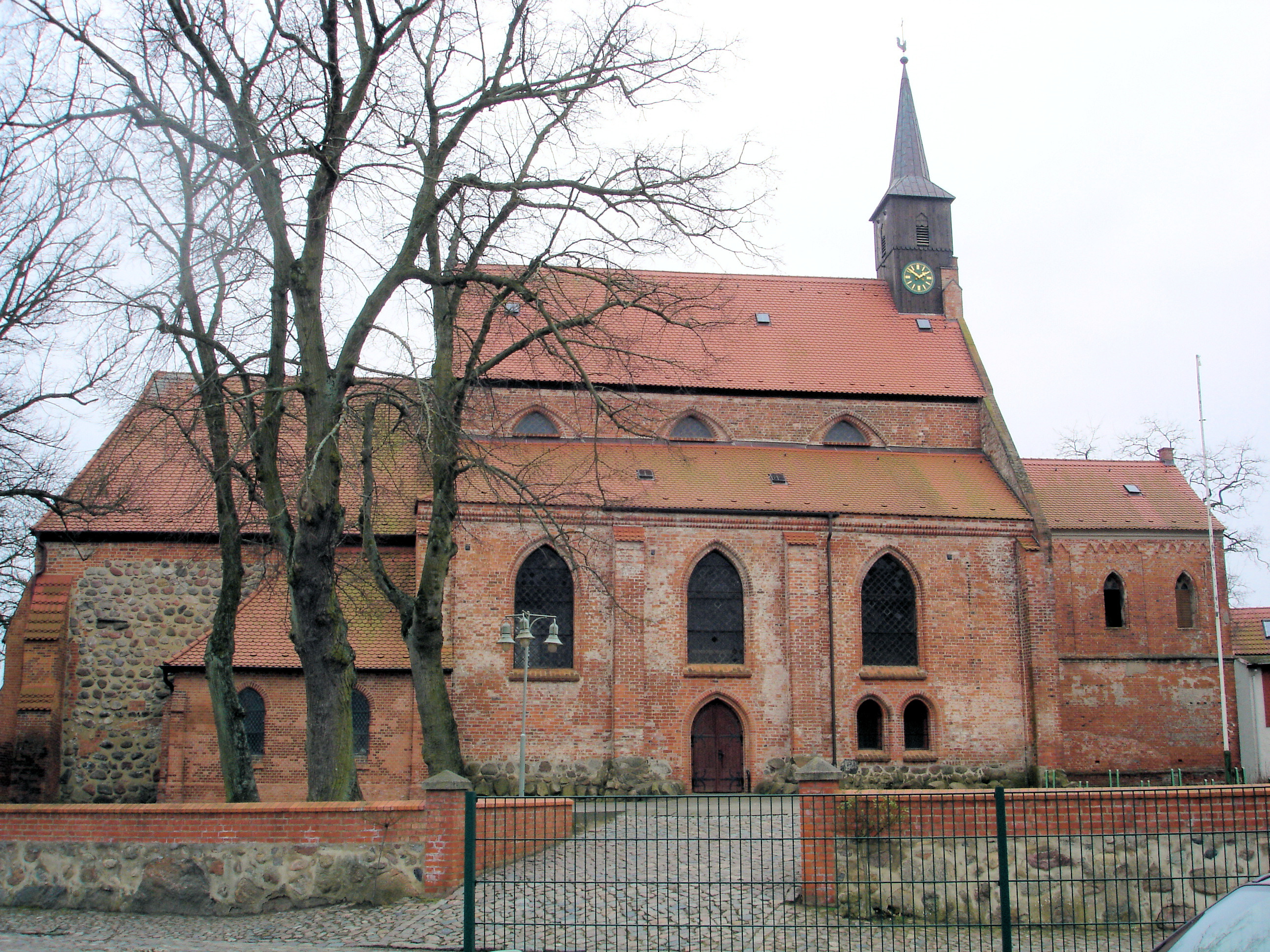
Stadtkirche St. Johannis in Tessin

Die Stadtkirche Tessin ist die gotische St. Johanniskirche im historischen Stadtkern in Tessin im Landkreis Rostock in Mecklenburg-Vorpommern. Die Kirchengemeinde gehört zur Propstei Rostock im Kirchenkreis Mecklenburg der Evangelisch-Lutherischen Kirche in Norddeutschland.

## Chronik und Beschreibung
Seit 1323 gehörte Tessin zu Mecklenburg, nachdem kurz zuvor das Stadtrecht gewährt wurde. Zu dieser Zeit erfolgte auch der Bau des frühgotischen Chors der Stadtkirche und 1350 dann die Weihe von St. Johannis.
Über dem quadratischen Chor aus Feldsteinen befindet sich ein Kuppelgewölbe mit acht Rippen. Drei Fenstergruppen sind an der Ost- und Südwand.
In der Südwand war ein frühgotisches Portal aus Backsteinen, das inzwischen vermauert ist. Die abgetreppten Portalgewände sind mit eingestellten Säulen mit Knospenkapitellen versehen.
Das drei-schiffige Langhaus der Basilika aus Backsteinen mit seinem westlichen Blendengiebel stammt aus der Mitte des 14. Jahrhunderts. Die drei Joche des Mittelschiffs hatten ursprünglich gotische Gewölbe. Auch für die beiden Seitenschiffe waren die Gewölbe bereits vorbereitet. Heute haben alle drei Schiffe jedoch Flachdecken.
Drei gotische Arkaden und Achteckpfeiler mit Dienstvorlagen und Bogenblenden tragen die Hochwände des Mittelschiffs. Drei Obergadenfenster in den Bögen haben Lichtöffnungen.
Das Äußere des Langhauses wird gekennzeichnet durch die jeweils vier kräftigen Strebepfeiler und die drei ungegliederten hohen gotischen Fenster. Darüber befinden sich ein einfach gegliedertes Gesims, die Pultdächer der Seitenschiffe und das Satteldach des Mittelschiffs mit einem westlichen Dachturm. Östlich und westlich schließen sich der Chor und die Vorhalle an.
Durch einen Stadtbrand von 1728 wurde auch die Kirche beschädigt. Bei der Restaurierung wurde der Dachturm auf das Satteldach gesetzt. Von 1896 bis 1898 wurde die Kirche vom Baumeister Gotthilf Ludwig Möckel grundlegend saniert und eine Vorhalle an der Westseite angefügt. Im Inneren der Kirche wurde dabei die barocke Ausstattung durch eine im neugotischen Stil der Zeit ersetzt. Die Triforienmalerei gleicht dem Vorbild vom Doberaner Münster.

### Innenausstattung
Die barocke Kanzel stammt aus der Zeit um 1730. Das Gestühl der Kirche ist von 1728. Die Orgel ist ein Werk von Friedrich Albert Mehmel aus dem Jahr 1877 mit heute zehn Registern auf zwei Manualen und Pedal, das verändert erhalten ist.